# Museu de Arqueologia e Etnologia Professor Oswaldo Rodrigues Cabral
O Museu de Arqueologia e Etnologia Professor Oswaldo Rodrigues Cabral (MArquE) é um órgão suplementar da Universidade Federal de Santa Catarina (UFSC). Localizado na cidade de Florianópolis, o MArquE abriga uma importante coleção arqueológica, etnológica e da cultura popular.

## História
O MArquE foi criado por meio da Resolução nº 089, de 30 de dezembro de 1965, durante o governo militar e tem origem no Instituto de Antropologia. Até o ano de 1968, o Instituto de Antropologia funcionava junto ao Curso de História da Faculdade de Filosofia Ciências e Letras da UFSC. Em 29 de maio de 1968, foi inaugurada a sede do Instituto de Antropologia. Essa espaço era uma edificação, uma estrabaria, que foi reformada, adaptada e que integrava o complexo da antiga Fazenda “Assis Brasil”, que foi transformado no atual Campus Universitário da UFSC.  Em decorrência da reforma universitária iniciada em 1968, o Instituto de Antropologia passou a ser nomeado “Museu de Antropologia” em 1970.
No ano de 1978, o Museu de Antropologia passou a ser nomeado Museu Universitário. A partir desse momento, o Museu foi concebido como uma instituição que tinha como finalidade a guarda e exposição de acervo, sem realizar as atividades de pesquisa e de ensino. Essa configuração durou até meados da década de 1980, quando o projeto “O povoamento pré-histórico da Ilha de Santa Catarina”, que foi coordenado pela arqueóloga Teresa Domitila Fossari, começou a promover, novamente, a pesquisa no museu. No mês maio de 1993, o Museu Universitário passou a se chamar Museu Universitário Professor Oswaldo Rodrigues Cabral. Era uma homenagem ao seu idealizador, fundador e primeiro Diretor. A partir de 2011, começou a ser usada a denominação “Museu de Arqueologia e Etnologia Professor Oswaldo Rodrigues Cabral", indicando o perfil do museu.

## Acervo
O museu tem a maior coleção de arqueologia e etnologia indígena do Sul do Brasil. Além disso, é guardião da coleção Profª Elizabeth Pavan Cascaes, composta por mais de 2.700 peças e preserva o acervo de Franklin Cascaes. O acervo abriga desenhos, manuscritos e esculturas que falam do cotidiano, a religiosidade, lendas, mitos folclóricos e tradições dos primeiros colonizadores da Ilha de Santa Catarina. Além disso, o Museu contém acervos líticos, cestarias, cerâmicas, vidros, papéis, ósseos, madeiras, fibras vegetais, ferros, materiais fotográficos, tecido e plumária.